# فرانشيسكو موليناري
فرانشيسكو موليناري هو لاعب غولف إيطالي ولد في 8 نوفمبر 1982.

## وصلات خارجية
- فرانشيسكو موليناري على موقع رابطة لاعبي الغولف المحترفين (الإنجليزية)
- فرانشيسكو موليناري على موقع رابطة أوروبا للاعبي الغولف المحترفين (الإنجليزية)
- فرانشيسكو موليناري على موقع التصنيف العالمي الرسمي للغولف (الإنجليزية)